# Rodolphe Berger
Pour les articles homonymes, voir Berger (homonymie).
Ne doit pas être confondu avec Rodolphe Burger.
Rodolphe Berger né à Vienne le 4 avril 1864 et mort à Barcelone le 18 juillet 1916, est un compositeur et mélodiste autrichien de la Belle Époque.

## Parcours
Le compositeur autrichien Rodolphe Berger effectue sa carrière entièrement en France, entre 1890 et 1914. Il a principalement composé des valses pour piano, des musiques pour des opéras-comiques et opérettes, qui furent publiées sous la forme de livrets et de recueils illustrés par des artistes alors en vogue comme Maurice Biais, Misti, Léonce Burret, François et Victor Clérice, Auguste Roubille, Jacques Wély, Germaine Gallois, Louis Lucien Faure-Dujarric, etc.
En 1908, il compose la musique de l'opéra-comique d'Armand Silvestre et d'Henri Cain, Le Chevalier d'Éon, donné au théâtre de la Porte-Saint-Martin en avril.
On lui doit également une valse intitulée « Amoureuse », enregistrée en 1913 par l'accordéoniste américain d'origine italienne Pietro Frosini. Et la musique de la Marche des Cambrioleurs, célèbre chanson comique de Jean Daris, créée par Victor Lejal au Caveau des Oubliettes en 1898.
N'ayant pas pris la nationalité française, il prend la route de l'exil en 1914 au moment de la mobilisation pour la Grande Guerre pour s'installer en Espagne où il se suicidera deux ans plus tard. Il est inhumé au cimetière du Père-Lachaise (96e division).
À Paris, Rodolphe Berger était domicilié jusqu'en 1914 au no 84 boulevard Malesherbes.
Claudine, opérette en trois actes (livret de Willy inspiré de Claudine à l'école et Claudine à Paris créée au Moulin Rouge le 13 novembre 1910 a été recréée par la Compagnie de l’Oiseleur, à l'Hôtel de Béhague, le 5 octobre 2016.